# بوستان جنگلی هلومسر
بوستان جنگلی هلومسر در ابتدای ورودی جاده آمل به امام زاده عبدالله استان مازندران در جاده هراز قرار دارد. این بوستان توسط شهرداری آمل و سازمان بوستان‌ها و فضای سبز شهرداری آمل نگه داری می‌شود. این پارک ۶۷ هکتار مساحت داشته و از وسیع‌ترین بوستان‌های توریستی و تفریحی استان مازندران به حساب می‌آید.

## امکانات
در نخستین فاز ساخت این پارک، در حدود بیست و هفت هکتار از جنگل، آلاچیق، سرویس‌های بهداشتی، کافی شاپ، نمازخانه، سطل‌های زباله و نیز وسایل بازی کودکان ساخته شده است. فازهای بعدی توسعه این پارک نیز در دست اجرا می‌باشد. در حال حاضر این پارک به عنوان منطقه نمونه گردشگری انتخاب شده‌است. دانشگاه شمال و بیمارستان تخصصی در کنار این پارک قرار دارد.